# Monitor (MON)
Durante la Guerra del Vietnam gli statunitensi crearono una flotta di navi specializzate nella guerra fluviale. Tra queste vi erano i Monitor (MON) piccole unità di ridotto dislocamento, ricavate da mezzi da sbarco o costruite specificatamente come il modello MON Mk V.
Armate con una torre con cannone da 40 mm e mitragliatrici da 7,62, 2 torrette da 12,7, 1 da 20 e 2 lanciafiamme oppure un mortaio da 81, erano dotati di una notevole potenza di fuoco, considerate le brevi distanze tipiche della guerra nella foresta. Gli Mk V erano armati di 2 mitragliatrici da 12,7, 4 da 7,62, 1 mortaio da 81 e 2 cannoni da 20 nella torretta prodiera; tutti erano leggermente protetti e dotati spesso anche di ringhiere speciali per la detonazione delle cariche cave.
L'abbreviazione MON deriva da hull classification symbol (simbolo di classificazione di scafo) della US Navy, mentre il termine Monitor deriva dal tipo di nave corazzata per pattugliamento costiero e fluviale sviluppata nella seconda metà del Ottocento.